# Tradita - Betrayed
Betrayed - Tradita (His Double Life) è un film televisivo del 2016 diretto da Peter Sullivan.
È andato in onda su Lifetime il 5 giugno 2016, mentre in italiano su Rete 4 il 30 settembre 2017.

## Trama
Cinque anni dopo la morte del marito in un incidente stradale, Linda inizia una nuova vita e si risposa con il socio in affari del marito, Greg. Quando la figlia della donna, Scarlett, torna a casa dal college, nota che il patrigno si comporta in modo strano e inizia a sospettare che abbia una relazione. Seguendolo, lo vede incontrare un'altra donna, che tuttavia il giorno dopo viene trovata morta.